# Золотоносні руди
Золотоносні руди — природні мінеральні утворення з вмістом золота у таких кількостях, що його економічно доцільно видобувати.

## Загальна характеристика
До основних геолого-промислових типів родовищ золота відносяться давні золотоносні конгломерати, гідротермально-метасоматичні родовища, золотоносні розсипи. Другорядні і комплексні типи родовищ пов’язані зі скарнами, з сульфідною мідно-нікелевою і хромітовою платиноносними формаціями, з золотоносними корами вивітрювання, з зонами
окиснення сульфідних руд.
Розрізняють корінні родовища (представлені т.ч. жилами із вмістом золота 1…30 г/т) й розсипи у вигляді алювію (вміст золота 0,5…50 г/м³). Крім власне З.р. відомі золотоносні руди міді, нікелю, свинцю і цинку, срібла, заліза (залізисті кварцити), марганцю, в яких золото виступає як попутний компонент. Виявлено більше 30 мінералів золота. Осн. пром. значення має золото самородне, другорядне — кюстеліт (Au бл. 10—20 %) і телуриди: калаверит — AuTe2 (40—43 % Au), кренерит — (Au, Ag)Те2 (40 % Au), сильваніт — (Au, Ag)Te4, (25—27 % Au), петцит Ag3АuТе2 (25 % Au). Рідкісні — купроаурид — AuCu2, родит — Au, Rh, порпецит — Au, Pd, ауростибіт AuSb2, мальдоніт Au2Bi, сульфід золота ютенбогардтит — Ag3AuS2 і інш. Попутні компоненти З.р. — Ag, Cu, РЬ, Zn, Bi, As, Sb, Те, Hg, W, Sn, Co, Ni. Розрізняють ендогенні, екзогенні і метаморфізовані 3.р.

## Ендогенні золотоносні руди
Всі ендогенні З.р. — гідротермального походження. Вміст Au від 2-3 до дек. сотень г/т. Утворюють масивні плитоподібні, сідловидні жили, трубоподібні тіла, прожилкові і штокверкові поклади. Склад 3.р. різноманітний (до 200 мінералів). Переважають золото-сульфідно-кварцові руди. Присутні карбонати кальцію і заліза, барит, хлорит, серицит, турмалін. Серед рудних мінералів переважає пірит, рідше — арсенопірит. Їм підпорядковані піротин, сульфіди і сульфосолі міді, свинцю, цинку, срібла, оксиди заліза, самородне срібло, бісмут, в поодиноких випадках — телуриди.

## Екзогенні золотоносні руди
Екзогенні 3. р. укладені в розсипах, рідше в зонах окиснення золото-носних сульфідних родовищ. Золото зустрічається у вигляді обкатаних і напівобкатаних зерен, лусочок (розмір 0,5-4 мм), іноді зростків з кварцом в піску або глинистому матеріалі, що містить валуни, гальку і (або) щебінь різн. порід. Зустрічаються самородки. Вміст Au — 100—150 мг/м³ — десятки г/м³, проба — від 800 до 950. У зонах окиснення золото концентрується в ниж. части-нах окиснених руд, переважно в асоціації з гідрооксидами заліза і марганцю, з гіпергенними мінералами міді, арсену, срібла, карбонатами, каолінітом. Вміст Au від 2-3 до 10 г/т. 3.р. утворюють складні поклади, лінзи і гнізда.

## Метаморфізовані золотоносні руди
Метаморфізовані 3.р. пов'язані з пластами золотоносних конгломератів, рідше — гравелітів. Золото у вигляді зерен, зрідка напівобкатаних (5-100 мкм), укладене в кварц-серицит-хлоритовому цементі, а також у формі тонких прожилків, які перетинають кварцову гальку. Вміст Au 3-20 г/т, пробність вище 900.

## Видобуток золотоносних руд
Сумарна кількість золота, добутого з надр Землі в історично доступний для огляду період, за оцінками фахівців перевищує 135 тис. т. Причому, більш 40 % цієї кількості представлено ювелірними виробами, 30 % зосереджено в державних резервах, майже 20 % знаходиться у вигляді злитків і монет) і тільки 10 % використовується промисловістю в технічних і технологічних цілях. Дослідження показують, що найсприятливішою ціною на золото є 400—410 дол. за унцію (приблизно 12,5 дол. за 1 грам). Це значить, що якщо прямі витрати на виробництво золота істотно вище позначеної величини, то розвивати виробництво стає невигідним. Аналіз світових тенденцій розвитку виробництва і збуту золота за останні чверть століття показує, що в цій галузі світового господарства виявляються процеси, що сприяють як збільшенню, так і зменшенню видобутку і реалізації золота на світовому ринку.
В кінці ХХ ст. стало вигідно переробляти бідні і важкозбагачувані руди: включати в експлуатацію забалансові запаси; відновляти експлуатацію раніше «законсервованих» кар'єрів і полігонів, рудників і шахт; переробляти техногенні відвали багатьох гірничо-збагачувальних комбінатів. Корінні зміни відбулися в технології збагачення З.р. за рахунок купчастого, купчастого з ціануванням і біологічного вилуговування в колонах, методу «вугілля в пульпі», вдосконалення інших піро- і гідрометалургійних методів (наприклад, автоклавного збагачення тугоплавких руд). Це обумовило підвищення рентабельності вторинної переробки бідних руд і збережених «хвостів» збагачувальних фабрик зі змістом золота на рівні 1,0-0,3 г/т і менше.
Різкому зниженню прямих витрат і загальних витрат у виробництві золота сприяли швидкий перехід з підземного на відкритий спосіб відпрацьовування родовищ (за останні 15 років частка відкритого способу відпрацьовування збільшилося у світі з 30 до 70 %) і активне упровадження високопродуктивної техніки на гірничих роботах, при транспортуванні і переробці руди.
Наприклад, у США відкритим способом добувається 85 % золота (у Канаді — 10 %). Собівартість вилученого металу при переробці руд купчастим вилуговуванням у 2 рази нижче, ніж отриманого звичайним способом.
Світовий видобуток золота останні 15-17 років, аж до 1994 р., неухильно зростав — приблизно на 1-3 % у рік. Максимум річного видобутку (2309,1 т) був досягнутий у 1993 р. У наступні роки видобуток стабілізувався на рівні 2300—2500 т. Скорочення темпів зростання видобутку Au у світі обумовлено дією багатьох факторів. У першу чергу спостерігається стійке зниження ринкових цін на золото: з 446,07 $ US за унцію в 1987 р. до 343,95 — у 1992 р. Період нестабільної ціни на золото в 1992—1996 р. змінився різким (майже 100 $ US за унцію) падінням у другій половині 1997 р. і в 1998 р. В умовах, коли тільки 40 % золотодобувних підприємств у світі здатні окупити власні витрати при ціні 300 $ US, неминуче значне зниження виробництва золота у світі. Падіння ціни на золото в 1997-98 р. обумовлено різким зниженням попиту на Au у південній і південно-східній Азії (унаслідок катастрофічної девальвації валют) і збільшення пропозиції золота з запасів центральних банків розвинутих країн, у тому числі Європейського центрального банку. Наслідком дії цього глобального фактора стало зниження рентабельності багатьох золотодобувних комбінатів, обмеження кількостей знову створюваних потужностей по видобутку Au замість рудників, що закрилися; виснаження запасів кондиційних руд на деяких підприємствах тощо
Аналіз сучасного стану технологій переробки мінеральної сировини благородних та кольорових металів, а також оцінка умов і реалій (економічних, технологічних, екологічних тощо) функціонування галузі в майбутньому дозволяє виділити як перспективні такі основні напрями досліджень в області створення технологій XXI ст.: — розробка принципово нових способів розкриття і збагачення корисних копалин на основі застосування енергії прискорених електронів, електроплазмової сепарації та інших енергетичних впливів; — створення нових способів вилучення благородних металів з руд і пісків, в тому числі комплексних, з використанням процесів коагуляції (флокуляції, агломерації, грануляції) поверхнево-активними речовинами і парафінами, в тому числі з використанням адгезійно-активних носіїв-агрегатів; — галамації (рідким галієм) замість амальгамації; — збагачення у відцентрових і інших полях; — розробка технологій і технічних засобів радіометричної і електростатичної сепарації; — випробування і широке впровадження в промисловість рентабельної технології купчастого і підземного вилуговування золота, міді і інших металів з бідної рудної і техногенної сировини; — розробка і освоєння технології вилучення благородних металів на основі використання високоміцного активованого вугілля типу АГ-90, ФАС-3 і інш.; — дослідження і застосування малотоксичних розчинників золота, в тому числі бром і йодвмісних, замість ціаніду; — створення легко регенерованого аніоніту для сорбції благородних металів з розчинів і пульп; — розробка і промислове освоєння біогідрометалургійно технології переробки важкозбагачуваної золотовмісної сировини, в тому числі золото-арсенових концентратів; — створення нових екологічно безпечних мікробіологічних способів знешкодження ціанідів замість хлоридної технології; — випробування автоклавної технології вилуговування руд і концентратів кольорових і благородних металів для зниження використання токсичних пірометалургійних способів, що дорого коштують; — розробка нового способу флотації руд в апаратах колонного типу; — дослідження і засто-сування ефективних і екологічно безпечних флотаційних реагентів; — біосорбція; — розробка і виготовлення модульних пересувних установок для освоєння дрібних і видалених родовищ; — створення сучасних комп'ютерних технологій контролю і управління якістю сировини, що переробляється. За оцінками експертів вдосконалення традиційних технологій і створення нових технологій дозволить ефективно вилучати золото крупністю до 5-10 мкм і менше, зокрема з бідних і важкозбагачуваних руд, відвалів, хвостосховищ з мінімальним екологічним впливом на довкілля. Успішна реалізація наміченої програми розвитку наукових досліджень дозволить підвищити технічний рівень вітчизняної гірничорудної і металургійної промисловості і збільшити виробництво золота у XXI ст.
Світовий видобуток золота на початку XXI ст. становить 2500—2600 т/рік. Найбільші продуценти (2001 р.): Південна Африка (394 т.), США (335 т.), Австралія (285 т.), Індонезія (183 т), Китай (173 т.), Росія (165 т.), Канада (157 т.), Перу (134 т.), Узбекистан (85 т.), Ґана (72 т.).

## Золотоносні руди в Україні
В Україні розроблені наступні основні елементи технологічної типізації вітчизняних золотовмісних руд.
Технологічний клас встановлюється в залежності від відносної цінності золота в руді в зіставленні з відносною цінністю інших супутніх золоту корисних компонентів. В залежності від величини відносної цінності золота у вихідній сировині (CAu) усі золоті руди України розділені на три технологічних класи:
- I-й — власне золотовмісні руди (Pau), золото в яких є головним цінним компонентом (CAu > Cn, де n — кожний крім золота, цінний компонент руди) і при цьому відносна цінність золота перевищує величину 75 %;
- II-й клас — комплексні золотовмісні руди (Pau(n)), в яких золото залишається головним цінним компонентом (CAu > Cn), однак відносна цінність його становить понад 50 %, але менше 75 %;
- III-й клас — золотоносні руди (Pn(au)), в яких золото є цінним побіжним компонентом (CAu < Cn), але відносна цінність його становить менше 50 %.

Віднесення руди до того або іншого технологічного класу дає об'єктивне уявлення про комплексний характер досліджуваної сировини і дозволяє правильно визначити принципову схему її переробки. Золотовмісні руди І-го технологічного класу доцільно перероблятися за технологією, що забезпечує максимальне вилучення золота. Вилучення інших цінних компонентів у цьому випадку здійснюється з відходів або проміжних продуктів збагачення, по можливості без істотного порушення режимів циклу вилучення золота. Витрати на одержання додаткового товарного продукту повинні окупатися вартістю цього продукту.
Для золотовмісних руд ІІ-го технологічного класу найефективнішими є комбіновані технологічні схеми, у яких технології вилучення золота поєднуються з елементами технології вилучення інших цінних компонентів.
Золотовмісні руди ІІІ-го технологічного класу повинні перероблятися за технологічними схемами, застосовуваними для конкретних корисних компонентів руди, але враховуючи можливість побіжного вилучення золота на стадії збагачення або металургійної переробки. Технологія збагачення руд даного технологічного класу спрямована на максимальне вилучення основних цінних компонентів і має свою специфіку.
Технологічний тип руди установлюється виходячи зі ступеня технологічної упорності руд. Основною класифікаційною ознакою, що дозволяє віднести руду до категорії упорної або не упорної, є значення ступеня розкриття та відкриття золота. Граничним значенням ступеня розкриття і відкриття золота приймають 90 % та кількість золота, що вилучається, комбінацією гравітаційного, флотаційного і гідрометалургійного методів збагачення не нижче 90 %. Визначення технологічного типу руди за значенням ступенями розкриття та відкриття золота здійснюється на підставі результатів фазового аналізу. Аналіз проводять за схемою: проба руди масою 1,2 кг, подрібненої до крупності 95 % кл. — 0,074 мм, амальґамують за методом Шервуда. Хвости амальґамації ціанірують в стандартних умовах. Пробу руди масою 200 г вилуговуються в обертових склянках розчином NaCN (0,1 г/л) безупинно протягом 24 годин у присутності вапна (2,5 кг на 1 т руди). За результатами вилуговування золота робиться висновок про упорність руди. Якщо сума ступеня розкриття і відкриття золота становить 90 % і більше, а застосування комбінації гравітаційного, флотаційного і гідрометалургійного методів збагачення дозволяє одержати вилучення золота понад 90 %, то досліджувана руда належить до не упорного — легкозбагачувального типу золотовмісних руд. Якщо один з цих показників менше вказаного граничного значення, то руди належать до упорного типу золотовмісних руд.
Технологічний різновид — наступна класифікаційна одиниця золотих руд, яку виконують на основі визначення характеру форм упорності для упорних руд і технології вилучення золота для неупорних легкозбагачуваних руд. Приналежність золотовмісної руди до конкретного технологічного різновиду практично визначає вибір раціональної схеми збагачення, тому, з погляду типізації золотовмісних руд, технологічний різновид є головною класифікаційною одиницею, що визначає технологічні можливості вилучення золота. Для легкозбагачуваних руд їх технологічний різновид визначається в залежності від параметрів розкриття і відкриття золота в класах крупності, які збагачують гравітаційним, флотаційним та гідрометалургійним методом збагачення. Для цього кілька проб вихідної руди подрібнюють, розсіюють на класи крупності, що відповідають границям крупності зазначених методів збагачення. Кожен клас амальґамують, кек амальґами ціанують. За результатами аналізів визначають ступінь розкриття і відкриття золота та встановлюється залежність між цими величинами і крупністю подрібнення. При досягненні ступеня розкриття і відкриття золота понад 90 % у межах робочої крупності гравітаційного апарата, руду відносять до різновиду L1- золотовмісні, легкозбагачувані гравітаційним методом збагачення. При досягненні цього ступеня розкриття та відкриття золота при флотаційній крупності та за умови, що розкриття золота починається при гравітаційній крупності, руду відносять до різновиду L2 — золотовмісні, легкозбагачувані руди комбінацією гравітаційного і флотаційного методів збагачення. У випадку, коли розкриття і відкриття золота досягається тільки при подрібнюванні нижче межі крупності збагачення гравітаційним методом збагачення, такі руди відносять до різновиду L3 — золотовмісні легкозбагачувані руди флотаційним методом збагачення. У випадку, коли застосування комбінації гравітаційного і флотаційного методів збагачення забезпечує вилучення менше 90 % золота, а тільки їх комбінація з гідрометалургійним методом (ціанування) дозволяє вилучити більш 90 % золота, руди відносять до різновиду L4 — золотовмісні легкозбагачувані руди з використанням гідрометалургійного збагачення (ціанування).
Для упорних руд віднесення їх до технологічного різновиду здійснюється виходячи з упорності Uвс, обумовленої параметрами речовинного складу руди і концентратів, та упорності Uau, що визначається ґранулометрією золота (параметрами розкриття та відкриття золота). Упорність Uвс залежить від наявності в руді або концентратах складових, які депресують золото в процесі ціаністого вилуговування (Ud); наявності в руді компонентів сорбційно-активних стосовно ціаністих комплексів золота (Uc). Упорність Uau обумовлена тим, що при визначенні крупності подрібнення та розміром вкраплення золота, частина золота не розкрита для доступу до нього ціаністого комплексу.

## Переробка золотоносних руд
Розсипи і конгломерати перероблюють за гравітаційними схемами. Після гравітаційного збагачення може застосовуватись флотація для підвищення вилучення тонких зерен золота. Корінні руди збагачуються в основному за комбінованими схемами із застосуванням флотації.
Схеми і режими переробки руд суттєво залежать від їхнього мінерального складу, зруйнованості, наявності або відсутності домішок, які ускладнюють вилучення золота, а також від розмірів частинок золота.